# 劉行駅
座標: 北緯31度21分32秒 東経121度21分28秒 / 北緯31.35889度 東経121.35778度
劉行駅（りゅうこう-えき）は、中華人民共和国上海市宝山区に位置する上海地下鉄7号線の駅である。計画時の名称は陸翔路駅。

## 駅構造
- 島式ホーム1面2線を有す地下駅。

## 歴史
- 2011年6月30日 - 開業。

## 隣の駅
上海軌道交通
■7号線
潘広路駅 - 劉行駅 - 顧村公園駅